# Enrique Machicado Zavala
Enrique Machicado Zavala (*Lima, 21 de junio de 1929 - † Lima, 3 de junio de 2006), fue un médico cirujano peruano de la segunda mitad del siglo XX.

## Biografía
Inició sus estudios de medicina humana en 1948 en la Facultad de Medicina Humana "San Fernando" de la Universidad Nacional Mayor de San Marcos, donde recibió las enseñanzas de destacados médicos de la época como Alberto Hurtado y Honorio Delgado. Se gradúa de médico cirujano en 1956, al cumplirse el centenario de la creación de la Facultad de Medicina Humana de San Marcos, junto con otros médicos destacados durante la segunda mitad del siglo XX como Amador Carcelén, Carlos Vidal Layseca, Alberto Ramírez Ramos, y Luis Armando Fernán-Zegarra.
Como profesional incursiona en la rama quirúrgica a inicio de los años 1960; primero en el Hospital Nacional Arzobispo Loayza y luego en el Hospital Nacional Cayetano Heredia (1969), donde llega a ser Jefe del Departamento de Cirugía General y Director del mismo nosocomio. Al mismo tiempo desarrolla una brillante carrera docente en la Universidad Peruana Cayetano Heredia, llegando a ser profesor principal en 1977. Tanto en los pasillos del hospital, como en sala de operaciones el Dr. Machicado no cesaba de impartir la enseñanza quirúrgica a sus alumnos, muchos de los cuales son en la actualidad destacados cirujanos peruanos como el Dr. Oscar Vidarte, Edgar Nuñez Huerta y su propio hijo Enrique Machicado Zúñiga. A inicio de los años 1990 llega a dirigir la Escuela de Post Grado de la Universidad Peruana Cayetano Heredia, elevándola a grado de Facultad poco antes de su retiro en el año 2001. Durante estos años revolucionó los estudios de post grado en el Perú, siendo requerido tras su retiro por otras escuelas de medicina de la capital peruana.
En el plano social, fue uno de los profesores fundadores de la Universidad Peruana Cayetano Heredia, fundador de la Sociedad Peruana de Cirujanos, fundador y Presidente de la Sociedad Peruana de Coloproctología y miembro de la Academia Peruana de Cirugía.
En 1995, Machicado usó el bisturí por última vez, ante el asombro de muchos de sus alumnos, pues se encontraba en el momento más maduro de su carrera quirúrgica; cuando se le cuestionaba este hecho, respondía de manera sabia:

«Es mejor que te recuerden en la cúspide de tu carrera, que en el ocaso de la misma».

## Reconocimientos
- 1984: Premio Roussel de Medicina
- 1996: Orden Cayetano Heredia - Gran Oficial
- Profesor Emérito de la Universidad Peruana Cayetano Heredia

## Cargos
- Cirujano General - Hospital Nacional Cayetano Heredia (1969)
- Profesor Principal - Universidad Peruana Cayetano Heredia (1977)
- Doctorado en Medicina - Tesis Sifopatías (1978)
- Jefatura del Departamento de Cirugía - Hospital Nacional Cayetano Heredia
- Director general - Hospital Nacional Cayetano Heredia
- Jefatura del Departamento Académico de Cirugía - Universidad Peruana Cayetano Heredia
- Presidente del Comité Electoral - Universidad Peruana Cayetano Heredia
- Director de Especialización - Universidad Peruana Cayetano Heredia
- Director de la Escuela de Post Grado "Víctor Alzamora Castro" - Universidad Peruana Cayetano Heredia (1991)
- Vicerrector Administrativo - Universidad Peruana Cayetano Heredia (1995)
- Decano de la Escuela de Post Grado Víctor Alzamora Castro - Universidad Peruana Cayetano Heredia (1999)
- Secretario General - Universidad Peruana Cayetano Heredia